# Rio Piranhas (vattendrag i Brasilien, Tocantins, lat -5,93, long -48,25)
Rio Piranhas är ett vattendrag i Brasilien.   Det ligger i delstaten Tocantins, i den centrala delen av landet, 1 100 km norr om huvudstaden Brasília.
Omgivningen kring Rio Piranhas är huvudsakligen savann. Området är mycket glesbefolkat, med 5 invånare per kvadratkilometer.